# Wybrzeże Pieprzowe

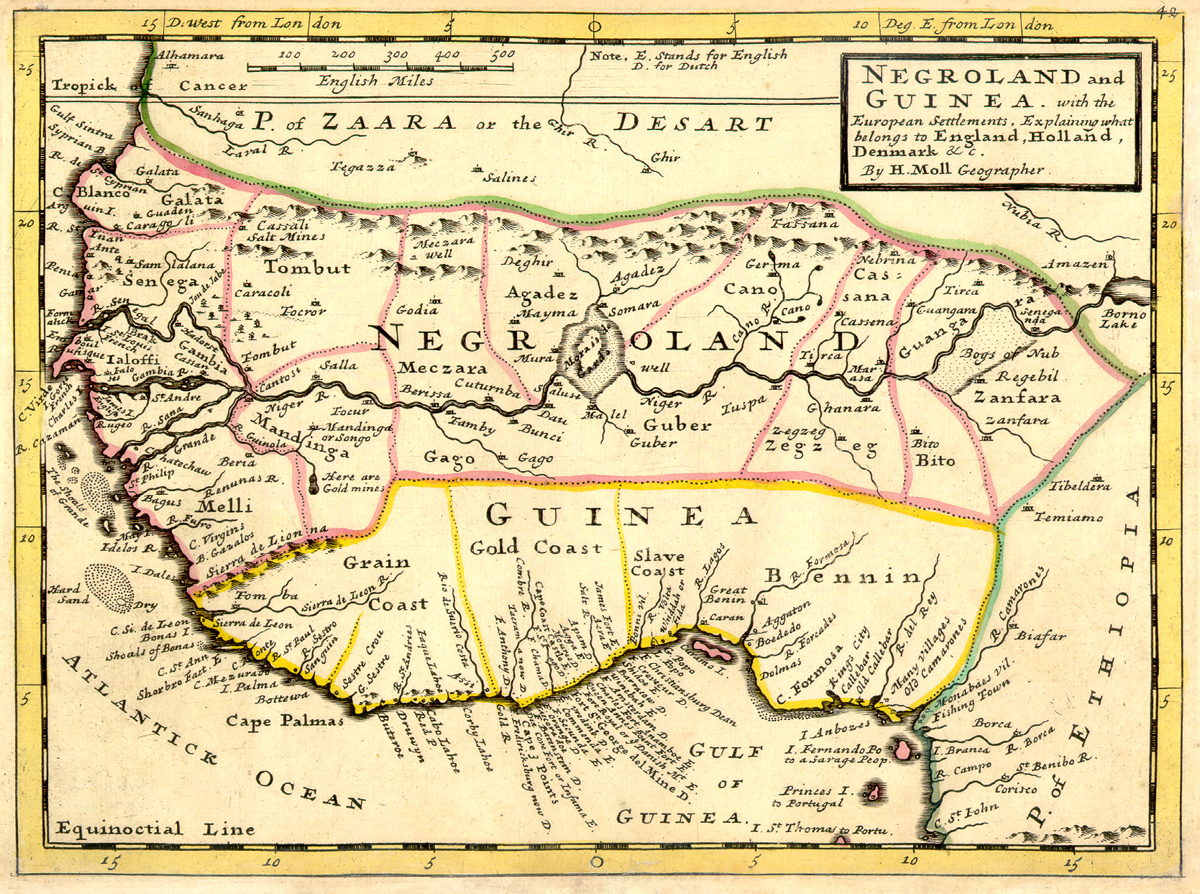
Mapa Afryki Zachodniej z 1736 roku z zaznaczonym m.in. Wybrzeżem Pieprzowym

Wybrzeże Pieprzowe (ang. Pepper Coast, Grain Coast) – część wybrzeża Oceanu Atlantyckiego w Liberii (Afryka Zachodnia). Duże porty morskie: Monrovia, Buchanan.